# یحیی زرپنجه
یحیی زرپنجه (زادهٔ ۱۲۷۶ در تهران – درگذشتهٔ ۱۳۱۱) موسیقی‌دان و نوازنده تار اهل ایران بود.

## زندگی هنری
یحیی زرپنجه (هارون جزاسند) در سال ۱۲۷۶ هجری شمسی در تهران متولد شد. خانوادهٔ او اهل موسیقی بودند. پدرش «آقا ربیع» آوازخوان و نوازندهٔ «دایره» و «دف» و برادرش «موسی زرپنجه» نوازنده تار بود. او در کودکی تار را نزد برادر فراگرفت و سپس تحت تعلیم «آقا حسینقلی» و «درویش‌خان»، نوازندگی تار را پی گرفت. از نوازندگی وی چند صفحه برجای مانده‌است که «پیش‌درآمد اصفهان» اثر «مرتضی نی‌داوود» از آن جمله است. او همچنین در ورزش باستانی فعال بود. وی اجراها و برنامه‌های خیریه‌ای به نفع مستمندان در شهرهای شیراز، اصفهان و رشت برگزار نمود.
در شهریور ۱۳۹۷ کتاب «تک‌نوازی تار ماهور یحیی زرین‌پنجه» با نُت‌نگاری و تجزیه و تحلیل «مازیار کنعانی» و ویرایش و اجرای فایل صوتی «حمیدرضا حسن‌پور» و نظارت «هومان اسعدی» توسط انتشارات نارون منتشر شد.

## درگذشت
یحیی زرپنجه در سال ۱۳۱۱ در سن ۳۵ سالگی در اثر بیماری درگذشت.